# Малык-Извор (Ловечская область)
Малык-Извор (болг. Малък извор) — село в Болгарии. Находится в Ловечской области, входит в общину Ябланица. Население составляет 241 человек.

## Достопримечательности
- Гложенский монастырь — православный монастырь XIII века.